# Tortanus insularis
Tortanus insularis is een eenoogkreeftjessoort uit de familie van de Tortanidae. De wetenschappelijke naam van de soort is voor het eerst geldig gepubliceerd in 2003 door Ohtsuka & Conway.